# 牛ヶ峰山
牛ヶ峰山（うしがみねさん、うしがみねやま）は、兵庫県と鳥取県にまたがる山。ふるさと兵庫100山の一座。

## 概要
牛ヶ峰山は扇ノ山の北にある。鳥越火砕岩層からなる独立峰で、山頂には712.82mの二等三角点「牛ヶ峰」がある。
北方には西山（標高607.3m）があり、これとの鞍部に蒲生峠がある。山頂の寺社はかつて「山陰三大権現」のひとつとされるほどの隆盛を誇ったとされている。
かつては地元の漁師が航海の目印にした山で、岩井から眺めた山容が牛の寝姿に見えことからこの名があると考えられている。集落近くではスギの植林が行われているが、そのうえは雑木林で、山頂近くはブナ林になっている。

### 登山
かつてはこの山を越えて両国を往来する「牛ヶ峰越」という峠道があったが、今では鳥取側のルートは失われ、兵庫県側だけに登山道がある。
このルートは山頂手前にある牛ヶ峰神社の参道になっており、新温泉町の越坂集落からつづら折りの参道を登り、1時間弱で神社に至る。そこから5分ほどヤブ漕ぎをすると二等三角点のある山頂に至る。
登山者は稀だが、丑年には干支にちなんで山に登るものが増えるとされている。

## 信仰

### 金烏山牛峯寺
山頂にはかつて金烏山牛峯寺 があり、12の宿坊を備える規模を誇っていた。9世紀の中頃に山体の東側で大規模な崩落があり、このときに寺は滅亡に瀕したが、再建された。
再建後の牛峯寺もおおいに栄えたが、天正年間に豊臣秀吉の因幡侵攻に敵対して攻められた。僧兵が抗ったが敵わず、最期は自ら火を放ち、寺は滅亡した。大鐘が寺の名物だったが、このときに喪失した。

### 牛ヶ峰蔵王権現
江戸時代なって、山裾の但馬国の3村と因幡国3村の共同で牛ヶ峰蔵王権現として再興された。権現は各村の氏神・産土神として崇められた。これを「山陰三大権現」の一つとする場合もある。なお、同じ頃に牛峯寺（牛峰寺）が山頂から但馬国側へ1kmほど下った海上地区で再興された。
毎年6月18日に例祭があり、但馬・因幡両方から別当、神主や役人の立ち会いのもと、国境に土俵を設けて両国の代表が相撲をとった。『因府年表』によれば因幡側がいつも勝ったとされている。
その後も権現をめぐって、山の両側の但馬の村民と因幡の村民のあいだで争いがあったことが記録されている。宝永年間には両村共同で社殿を築造したあとの棟札が争いの原因になった。享保年間には遷宮をめぐってもめ、鳥取藩の寺社奉行と但馬側の生野奉行が協議を行った。天明年間に但馬側ではかつて失われた大鐘を復元しようとしたが、因幡側は費用を負担することができず、30年ものあいだ延び延びになっていた。最終的には鳥取藩の協力で改鋳を果たした。事情は定かではないが安政年間には因幡側の3村は氏子を離れた。

### 牛ヶ峰神社
明治に入ると神仏分離が行われて牛ヶ峰神社となった。但馬は但馬牛、因幡は因幡牛とそれぞれ牛の産地であり、牛の守護神として両国の畜産農家の信仰を集めた。
いまの社殿は山頂近くの兵庫県側にある。ふだんは無人だが、例年7月18日に祭礼が執り行われている。。
なお、山麓の岩美町鳥越地区には、地元の氏神として蔵王権現が鎮座している。

## 民話
岩美町
牛ヶ峰山には宿坊があって多くの仏僧がいたが、大蛇がこれを襲って一人残らず食べてしまった。無人になった寺は荒れたが、麓の村民は大蛇を恐れて寺には近づかなかった。あるとき旅の僧が村にさしかかり、山越えの道を尋ねた。村人は山越えは大蛇がいて危険だと諭したが、僧侶は寺へ向かった。しばらくすると僧侶が山を降りてきて、何かを携えて山頂へ向かった。村人が山裾から見守っていると、山頂に僧侶の姿がみえ、読経が聞こえてきた。いずれ大蛇に襲われて読経が聞こえなくなるだろうと村人が眺めていると、落雷とともに大蛇が現れ、僧侶を丸呑みにした。ところが読経は止まなかった。実は山上の僧侶の姿はモグサを編んだ人形で、中に種火が仕込まれていたのだった。腹の中でモグサが発火すると大蛇は苦しみ、牛ヶ峰の絶壁から落下して死んだ。
新温泉町
牛ヶ峯山の山頂の寺では、山麓の村の泉へ水を汲みに行く必要があった。ところがその泉に大蛇が棲みつき、水を汲みに行った小坊主が次々と食われてしまい、大蛇を退治することになった。種火をいれたモグサで作った人形を置き、首尾よく大蛇が人形を飲み込んだところまではよかったが、苦しむ大蛇はのたうちまわり、それによって大規模な山崩れが起きた。これによって川がせき止められて湖ができ、村は水没した。湖上に小さな島があり、人々はそこへ避難して済むようになり、これが「海上村」と呼ばれるようになった。何年もそのままだったが、あるとき天然ダムが崩壊して鉄砲水となり村を押し流した。しかしこれを予言したものがいて、村民は予め避難して無事だった。